# أكمة الحمراء (حزم العدين)
اكمةالحمراء

تعديل مصدري - تعديل

اكمةالحمراء محلة تابعة لقرية الرياسي، التابعة لعزلة حقين بمديرية حزم العدين إحدى مديريات محافظة إب في الجمهورية اليمنية، بلغ تعداد سكانها 58 حسب تعداد اليمن لعام 2004.